# パーンダヴァ

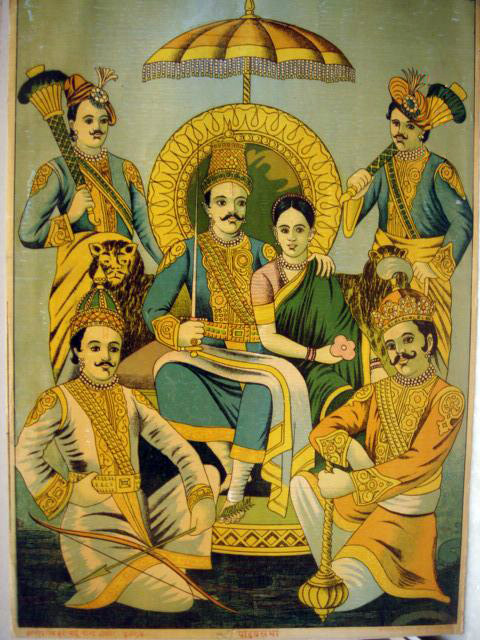
パーンダヴァとドラウパディー

パーンダヴァ（Pāṇḍava, 梵: पाण्‍डव）は、インド神話の叙事詩『マハーバーラタ』に主役として語られている5人の兄弟。パーンドゥの子ら、という意味。ユディシュティラ、ビーマ、アルジュナ、ナクラ、サハデーヴァを指す。いずれも武術に秀で、絶世の美女ドラウパディーを共通の妻とする。
形式的にはパーンドゥの子供とされるが、実際は王妃たちが神々との間に生んだ子供である。というのは、パーンドゥは呪いのために女性に近づくことができなかったため、王妃たちは特別な手段で子を産まねばならなかったのである。最初の3人を第1王妃クンティーが正義と法の神ダルマ、風神ヴァーユ、雷神インドラとの間に生み、後の2人を第2王妃マードリーが医術の神アシュヴィン双神との間に生んだ。クンティーは、パーンドゥとの結婚以前、太陽神スーリヤとの間にカルナを生んでいたので、パーンダヴァとカルナは実は異父兄弟である。
パーンドゥの死後、5兄弟は父の兄弟である盲目王ドゥリタラシュートラのもとで彼の子・ドゥルヨーダナをはじめとするカウラヴァらとともに武芸に励む。しかしドラウパディーの花婿選びなどをきっかけとしてパーンダヴァとカウラヴァとの因縁が語られる。5兄弟を怨んだドゥルヨーダナの策略によってすべての財産を奪われたパーンダヴァは12年間王国を追放され、後に王国の回復を求めてカウラヴァと敵対する。この対立が『マハーバーラタ』の中心的主題となっている。
なお、これらパーンダヴァを中心とする『マハーバーラタ』の主要な登場人物は、『リグ・ヴェーダ』にさえみられないインド・イラン語派最古の神学体系を反映していることが、スウェーデンのスティグ・ヴィカンデルや、フランスのジョルジュ・デュメジルらによって確認されている。